# Most Suade i Olge
Most Suade i Olge – most na rzece Miljacce w Sarajewie na zachód od Starego Miasta na przedłużeniu ulicy Vrbanja. Pierwotnie most nosił nazwę Vrbanja.

## Historia
5 kwietnia 1992, na początku oblężenia miasta, w okolicach mostu odbywały się wielotysięczne wieloetniczne demonstracje pokojowe. Serbskie bojówki paramilitarne wzniosły barykady na skrzyżowaniach w sąsiedztwie gmachu parlamentu, a demonstranci podchodzili pod barykady, by przekonać Serbów do ich rozebrania. Demonstranci zamierzali przejść przez most Vrbanja, by pokazać, że miasto należy do wszystkich jego mieszkańców. Serbski snajper otworzył ogień do demonstrantów na moście Vrbanja zabijając sześć osób. W gronie zabitych były Suada Dilberović, studentka medycyny z Dubrownika i Olga Sučić, urzędniczka bośniackiego parlamentu, które Bośniacy uznali za pierwsze ofiary oblężenia oraz wojny w Bośni. 18 maja 1993 na moście zginęli Boszniaczka Admira Ismić i Serb Boško Brkić, o czym opowiada film dokumentalny „Romeo i Julia z Sarajewa”.
6 kwietnia 1996, po zakończeniu działań wojennych, most otrzymał imię Suady Dilberović, a trzy lata później, 3 grudnia 1999, drugą patronką została Olga Sučić. Obecnie na moście znajduje się tablica pamiątkowa ku czci zabitych kobiet, odsłonięta 6 kwietnia 2001 roku. Napis na tablicy głosi: „Kropla mojej krwi popłynęła i Bośnia nie wyschnie”.